# Marine roumaine durant la Seconde Guerre mondiale
Front de l'Est (Seconde Guerre mondiale)
Batailles
Campagnes de la mer Noire (1941-1944)
La marine roumaine durant la Seconde Guerre mondiale a été la principale force navale de l'Axe dans les campagnes de la mer Noire (1941-1944) contre la flotte de la mer Noire de l'Union soviétique. Les opérations consistaient principalement en une « guerre des mines », mais il y a également engagements navals, du transport de troupes et des missions d'escorte localisées. La plus intense action navale menée par la marine roumaine fut la défense de Constanza le 26 juin 1941, et son opération la plus longue fut l'évacuation de la Crimée lors de l'offensive soviétique de Crimée en 1944, lorsqu'elle perdit plusieurs unités sous les attaques aériennes soviétiques.

## La flotte roumaine de la mer Noire en juin 1941
| Navire                                      | Origine                              | Photo              | Type                                                        | Notes |                    |
| Navires de surface                          | Navires de surface                   | Navires de surface | Navires de surface                                          | Navires de surface | Navires de surface |
| ------------------------------------------- | ------------------------------------ | ------------------ | ----------------------------------------------------------- | --- | ------------------ |
| Regele Carol I                              | Royaume-Uni                          |                    | Transport d'hydravions/Mouilleur de mines                   | Construit en 1898, coulé en Octobre 1941 |                    |
| Mărăști                                     | Royaume d'Italie                     |                    | Destroyer Leader de flottille                               | Entré en service en 1920, hors service en 1961 |                    |
| Mărășești                                   | Royaume d'Italie                     |                    | Destroyer Leader de flottille                               | Entré en service en 1920, hors service en 1961 |                    |
| Regele Ferdinand                            | Royaume d'Italie                     |                    | Destroyer                                                   | Entré en service 1930, saisi par URSS en 1944, rendu à la Roumanie en 1951, hors service en 1961                                                                       |                    |
| Regina Maria                                | Royaume d'Italie                     |                    | Destroyer                                                   | Entré en service en 1930, saisi par URSS en 1944, rendu à la Roumanie en 1951, hors service en 1961                                                                    |                    |
| Amiral Murgescu                             | Royaume de Roumanie                  |                    | Mouilleur de mines-Escorteur                                | mis en service en 1941, saisi par URSS en 1944, hors service en 1988                                                                                                   |                    |
| Aurora                                      | Autriche-Hongrie                     |                    | Mouilleur de mines                                          | mis en service en 1903, transféré à la Roumanie en 1922, coulé en 1941                                                                                                 |                    |
| Sborul                                      | Autriche-Hongrie                     |                    | Torpilleur                                                  | Stabilimento Tecnico Triestino, lancé en 1914, acquis par Roumanie en 1920, saisi par URSS en 1944 et rendu 1en 1945, hors service en 1958                             |                    |
| Bistrița                                    | Royaume-Uni                          |                    | Croiseur garde-côtes                                        | Construit à Londres en 1888, fin de service en 1949 |                    |
| Oltul                                       | Royaume-Uni                          |                    | Croiseur garde-côtes                                        | Construit à Londres en 1888, fin de service en 1949 |                    |
| Siretul                                     | Royaume-Uni                          |                    | Croiseur garde-côtes                                        | Construit à Londres en 1888, fin de service en 1949 |                    |
| Monitors                                    |                                      |                    |                                                             | |                    |
| Mihail Kogălniceanu                         | Autriche-Hongrie Royaume de Roumanie |                    | Monitor                                                     | Lancé en 1907, coulé en 1944 |                    |
| Ion Brătianu                                | Autriche-Hongrie Royaume de Roumanie |                    | Monitor                                                     | Lancé en 1907, mis en réserve en 1957 |                    |
| Alexandru Lahovari                          | Autriche-Hongrie Royaume de Roumanie |                    | Monitor                                                     | Lancé en 1907, mis en réserve en 1957 |                    |
| Lascăr Catargiu                             | Autriche-Hongrie Royaume de Roumanie |                    | Monitor                                                     | Lancé en 1907, coulé en 1944 |                    |
| Bucovina                                    | Autriche-Hongrie Royaume de Roumanie |                    | Monitor                                                     | Lancé en 1915, acquis par Roumanie après 1918 |                    |
| Corvettes                                   |                                      |                    |                                                             | |                    |
| Sublocotenent Ghiculescu Ion ex-La Mignonne | France                               |                    | Canonnière anti-sous-marine                                 | Construit en 1917, acquis par la Roumanie en 1920, capturé par URSS en 1944 et rendu à la Roumanie en 1945. Fin de service en 2002 en tant que bâtiment hydrographique |                    |
| Stihi Eugen ex-La Friponne                  | France                               |                    | Canonnière anti-sous-marine                                 | Construit en 1917, acquis par la Roumanie en 1920, capturé par URSS en 1944 et rendu à la Roumanie en 1945. Fin de service en 2002 en tant que bâtiment hydrographique |                    |
| Căpitan Dumitrescu ex-L'Impatiente          | France                               |                    | Canonnière anti-sous-marine                                 | Construit en 1917, acquis par la Roumanie en 1920, capturé par URSS en 1944 et coulé sur mines en 1945                                                                 |                    |
| Lepri Remus ex-'La Chiffonne                | France                               |                    | Canonnière anti-sous-marine, converti en mouilleur de mines | Construit en 1917, acquis en 1920, coulé en 1941 |                    |
| Smeul                                       | Autriche-Hongrie                     |                    | Escorteur-torpilleur                                        | Lancé en 1914, acquis par la Roumanie en 1920, capturé par URSS en 1944 et edoné à la Roumanie en 1945. Retrait de service en 1960                                     |                    |
| Năluca                                      | Autriche-Hongrie                     |                    | Escorteur-torpilleur                                        | Lancé en 1914, acquis par la Roumanie en 1920 Coulé en août 1944 |                    |
| Fast attack craft                           |                                      |                    |                                                             | |                    |
| Viscolul                                    | Royaume-Uni                          |                    | Vedette-torpilleur                                          | Construit en 1930, acquis en 1940, mis eu rebut en 1945 |                    |
| Viforul                                     | Royaume-Uni                          |                    | Vedette-torpilleur                                          | Construit en 1930, acquis en 1940 Coulé en novembre 1941 |                    |
| Vijelia                                     | Royaume-Uni                          |                    | Vedette-torpilleur                                          | Construit en 1930, acquis en 1940 Coulé en novembre 1941 |                    |
| Căpitan Romano Mihail                       | Royaume-Uni                          |                    | motor Launch                                                | Construit en 1906-1907 |                    |
| Locotenent Călinescu Dimitrie               | Royaume-Uni                          |                    | Motor Launch                                                | Construit en 1906-1907 |                    |
| Maior Șonțu Ghoerghe                        | Royaume-Uni                          |                    | Motor Launch                                                | Construit en 1906-1907 |                    |
| Batterie flottante                          |                                      |                    |                                                             | |                    |
| K-2                                         | Empire russe                         |                    | Batterie flottante                                          | Acquis en 1918 |                    |
| K-7                                         | Empire russe                         |                    | Batterie flottante                                          | Acquis en 1918 |                    |
| Sous-marin                                  |                                      |                    |                                                             | |                    |
| Delfinul                                    | Royaume d'Italie                     |                    | Sous-marin                                                  | Entré en service en 1936 |                    |
| Navire auxiliaire                           |                                      |                    |                                                             | |                    |
| Constanța                                   | Royaume d'Italie                     |                    | Ravitailleur de sous-marins                                 | Entré en service en 1931, |                    |

## LaMarine militaire roumaineen 1943
Les forces navales roumaines ont perdu la canonnière anti-sous-marine Remus Lepri en 1941, lors d'essais de pose de mines après sa conversion en chef de flottille. Le sous-marin Delfinul a commencé un radoub de longue durée à la fin de 1942, restant hors de combat pour le reste de la guerre. Les sous-marins roumains modernes Rechinul et Marsuinul ont été achevés en 1942 mais, encore désarmés, n'ont pas pu commencer leurs opérations avant 1944 et sont arrivés trop tard pour participer aux opérations, mais à point nommé pour devenir soviétiques. De plus, cinq sous-marins de poche de classe CB construits en Italie ont été loués à la Regia marina à l'automne 1943, mais seulement deux pouvaient être rendus utilisables avant d'être retournés aux forces navales italiennes. Sept torpilleurs à moteur MAS italiens de 25 tonnes, chacun armé de deux torpilles de 350 mm, ont également été acquis en 1943 sans être utilisés. Ceux-ci ont complété l'escadron existant de sept torpilleurs à moteur, se composant du Viscolul de construction britannique et des six navires de classe Vedenia de construction roumaine. 
Ainsi, à la fin de 1943, les principaux navires de guerre opérationnels de la flotte roumaine de la mer Noire étaient:
- 4 destroyers (deux de classe Regele Ferdinand et deux de classe Mărăști)
- 1 frégate mouilleur de mines (Amiral Murgescu)
- 2 sous-marins opérationnels (Marsuinul, Rechinul) et 4 sous-marins de poche de classe CB)
- 5 cuirassés de mer (quatre classe Mihail Kogălniceanu et un Sava)
- 1 torpilleur de mer (Sborul)
- 3 corvettes anti-sous-marines (toutes de classe Sublocotenent Ghiculescu)
- 2 corvettes anti-sous-marines (Smeul et Năluca)
- 14 torpilleurs à moteur (Viscolul, six Vedenia et sept MAS)
- 2 mouilleurs de mines (tous deux de classe OMm35)
- 1 annexe de sous-marin (Constanța)

### Navires acquis durant la guerre
| Navire                                 | Origine             | Photo       | Type                          | Notes                                      |             |
| Sous-marins                            | Sous-marins         | Sous-marins | Sous-marins                   | Sous-marins                                | Sous-marins |
| -------------------------------------- | ------------------- | ----------- | ----------------------------- | ------------------------------------------ | ----------- |
| Rechinul                               | Royaume de Roumanie |             | Sous-marin-mouilleur de mines | Entré en service en 1942                   |             |
| Marsuinul                              | Royaume de Roumanie |             | Sous-marin                    | Entré en service en 1943                   |             |
| CB-1, CB-2, CB-3, CB-4, CB-6 Classe CB | Royaume d'Italie    |             | Sous-marin de poche           | Lancé en 1941, Remis à la Roumanie en 1943 |             |
| Torpilleurs                            |                     |             |                               |                                            |             |
| Classe Vedenia                         | Royaume de Roumanie |             | Vedette-torpilleur (6 unités) | Entré en service en 1943,                  |             |
| MAS                                    | Royaume d'Italie    |             | Torpilleur (7 unités)         | Acquis en août 1943                        |             |
| Mouilleurs de mines                    |                     |             |                               |                                            |             |
| Classe OMm35                           | Tchécoslovaquie     |             | Mouilleur de mines (2 unités) | Acquis en service en 1943,                 |             |